# Yangshaocultuur
De Yangshaocultuur was een Neolithische cultuur die in een groot gebied langsheen de Gele Rivier in China bestond. Ze wordt gedateerd van ongeveer 5000 v.Chr. tot 3000 v.Chr. Deze cultuur is vernoemd naar Yangshao, het eerste opgegraven dorp representatief voor deze cultuur, hetwelke werd ontdekt in 1921 in de provincie Henan door de Zweedse archeoloog Johan Gunnar Andersson (1874–1960). De Yangshaocultuur bloeide voornamelijk op in de provincies Henan, Shaanxi en Shanxi.

## Economie

### Onderhoud
De voornaamste voedselbron van de Yangshao volkeren was gierst, waarbij sommige sites sporen vertoonden van de consumptie van trosgierst en anderen van pluimgierst, hoewel er ook enig bewijs voor het eten van rijst is gevonden. De precieze aard van de agricultuur van de Yangshaocultuur, kleinschalige hak-en-brandcultivatie versus intensieve landbouw op permanent velden, is momenteel onderwerp van debat. Eens de bodem was uitgeput, raapten de bewoners hun spullen bijeen en verhuisden ze naar een nieuw gebied, waar ze nieuwe dorpen optrokken. Yangshaonederzettingen uit de middelste periode als Jiangzhi hebben echter dubbele vloeren die mogelijk werden gebruikt voor de opslag van een surplus aan graan. Maalstenen voor het malen van bloem zijn ook teruggevonden.
De Yangshaomensen hielden varkens en honden. Sporen van het houden van schapen, geiten en runderen worden minder vaak teruggevonden. Het merendeel van hun vlees werd door jacht en visvangst opgebracht. Hun stenen werktuigen waren gepolijst en zeer gespecialiseerd. Ze hadden mogelijk ook al een vroege vorm van zijdewormcultivatie.

### Ambachten

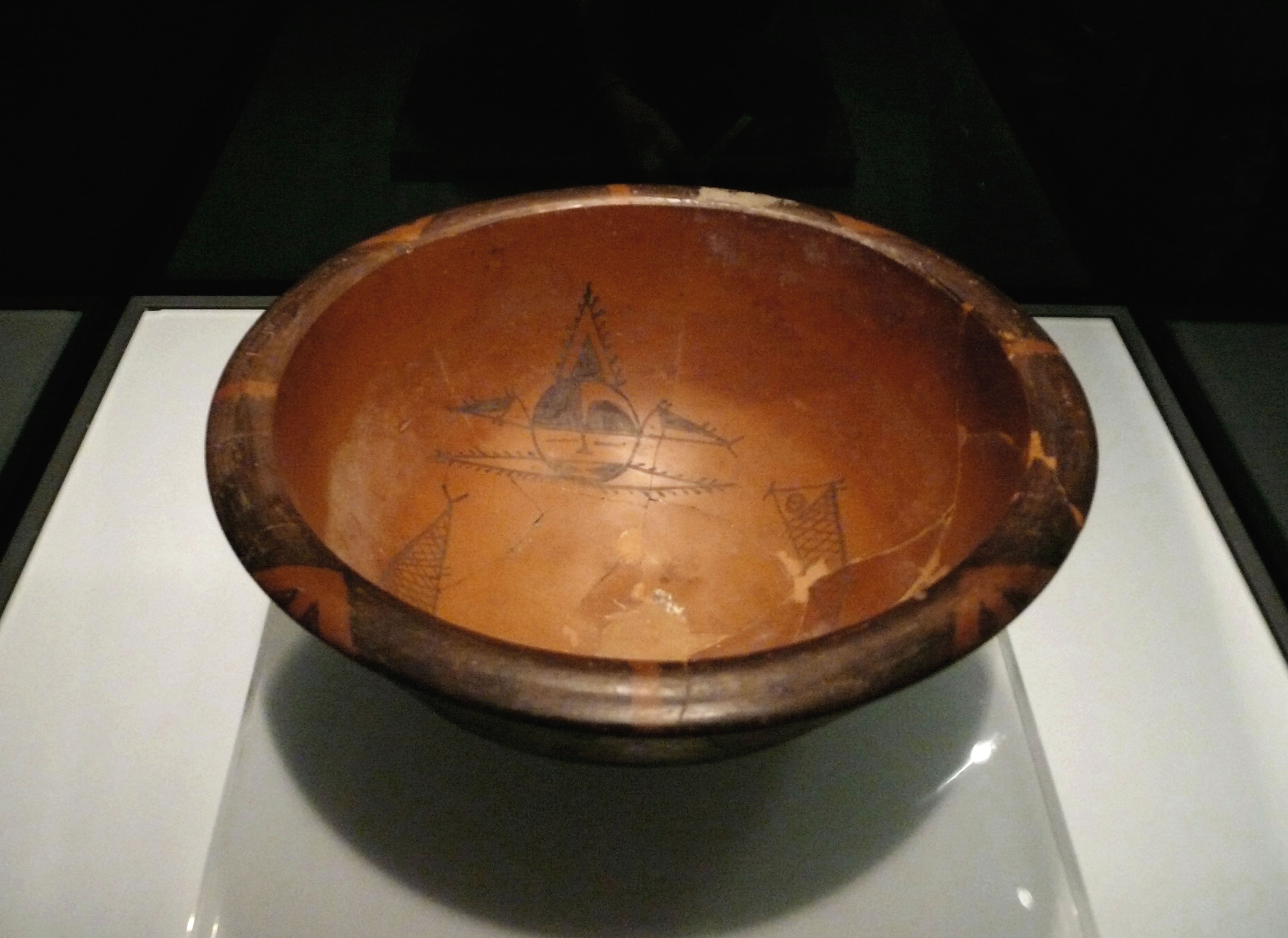
Decoratie van een vis met een menselijk gelaat op een kom (5000–4000 v.Chr., Banpo, Shaanxi).

In de Yangshaocultuur werd aardewerk vervaardigd. Yangshao-ambachtslui creëerden fijn wit, rood en zwart geschilderd aardewerk met menselijke gelaatstrekken, dieren- en geometrische ontwerpen. In tegenstelling tot de latere Longshancultuur, maakte de Yangshaocultuur geen gebruik van pottenbakkerswielen in het verwaardigen van aardewerk. Bij opgravingen zijn kinderen teruggevonden begraven in beschilderde aardewerken kruiken.
De Yangshaocultuur produceerde op klein schaal zijde en weefde hennep. Mannen droegen lendendoeken en bonden hun haar in een opgestoken knotje. Vrouwen sloegen een doek rond zich heen en droegen hun haar in een knotje.

## Huizen

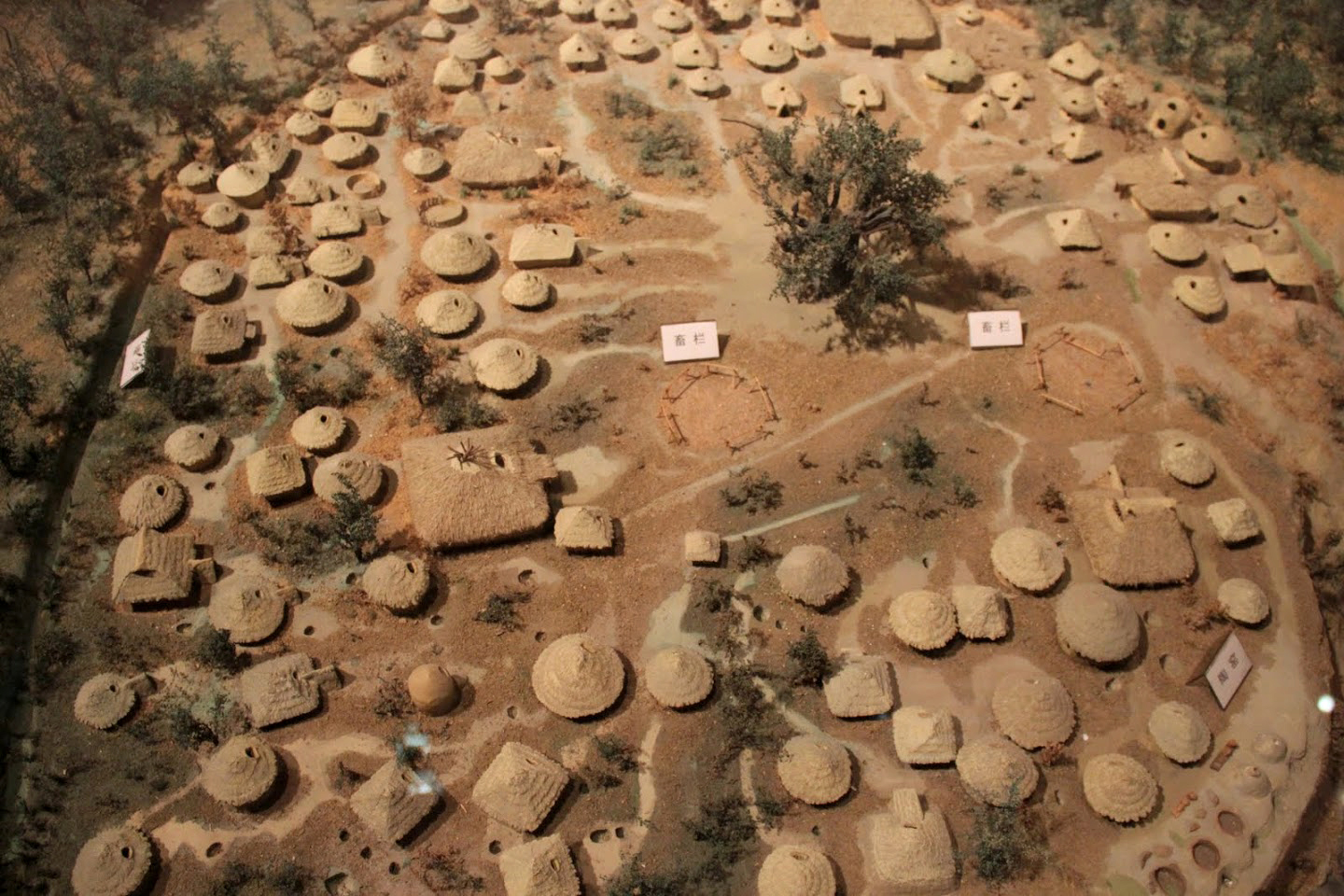
Een schaalmodel van Jiangzhai, een Yangshaodorp.

Huizen werden gebouwd door een afgeronde rechthoekige kuil van een meter diep te graven. Dan werd deze aangestampt en een raster van twijgen werd eroverheen geweven. Vervolgens werd het met modder bepleisterd. De vloer werd ook nog eens aangestampt.
Dan werden enkele korte twijgenpalen rond de top van de kuil geplaatst en meer twijgen worden ingeweven. Het werd bepleisterd met modder en een geraamte van palen zou worden geplaatst om een kegelvorm te maken voor het dak. Palen zouden worden toegevoegd om het dak te ondersteunen. Het werd dan met giersthalmen bedekt. Er was weinig meubilair in de woning: een ondiepe vuurplaats in het midden met een kruk, een bank langs de muur en een bed van stof. Voedsel en voorwerpen werden tegen de muren geplaatst of gehangen. Buiten werd een kooi voor de dieren gebouwd.
Yangshaodorpen besloegen gewoonlijk een oppervlakte van vierhonderd à vijfhonderdzestig are en bestonden uit huizen rond een centrale plaats.

## Sociale structuur
Hoewel vroege rapporten een matriarchale cultuur leken te suggereren, argumenteren anderen dat het een maatschappij was in de overgang van matriarchie naar patriarchie, terwijl nog anderen geloven dat het een patriarchale maatschappij was. Het debat draait hem om verschillende interpretaties van begrafenispraktijken.

## Archeologische sites
De archeologische site van het dorp Banpo, nabij Xi'an, is een van de best bekende met een sloot omsloten nederzettingen van de Yangshaocultuur. Een andere grote nederzetting, genaamd Jiangzhai, werd tot aan haar grenzen opgegraven, en archeologen ontdekten dat het volledig omringd was door een ringsloot. Zowel Banpo als Jiangzhai hebben ook ingekraste markeringen op aardewerk voortgebracht hetgeen enkele onderzoekers hebben geïnterpreteerd als getallen of mogelijk voorlopers van het Chinese schrift, maar deze interpretaties zijn niet wijd aanvaard.

## Fases
De Yangshaocultuur wordt gewoonlijke opgedeeld in drie fases:
- De vroege periode (of Banpofase, ca. 5000–4000 v.Chr.) wordt gerepresenteerd door de sites van Banpo, Jiangzhai, Beishouling en Dadiwan in de Weivallei in Shaanxi.[9]
- De middelste periode (of Miaodigoufase, ca. 4000–3500 v.Chr.) zag een expansie van de cultuur in alle richting, en de ontwikkeling van hiërarchieën van nederzettingen in sommige gebieden, zoals in westelijk Henan.[10]
- De late periode (ca. 3500–3000 v.Chr.) zag een grote verspreiding van nederzettingenhiërarchieën. De eerst muur van aangestampte aarde in China werd gebouwd rond de nederzetting Xishan (25 ha) in Centraal-Henan (nabij het huidige Zhengzhou).[11]

De Majiayaocultuur (ca. 3300–2000 v.Chr.) in het westen wordt nu als een verschillende cultuur beschouwd die zich ontwikkelde vanuit de middelste Yangshaocultuur door een tussenliggende Shilingxiafase.

## Artifacten

Keramiek
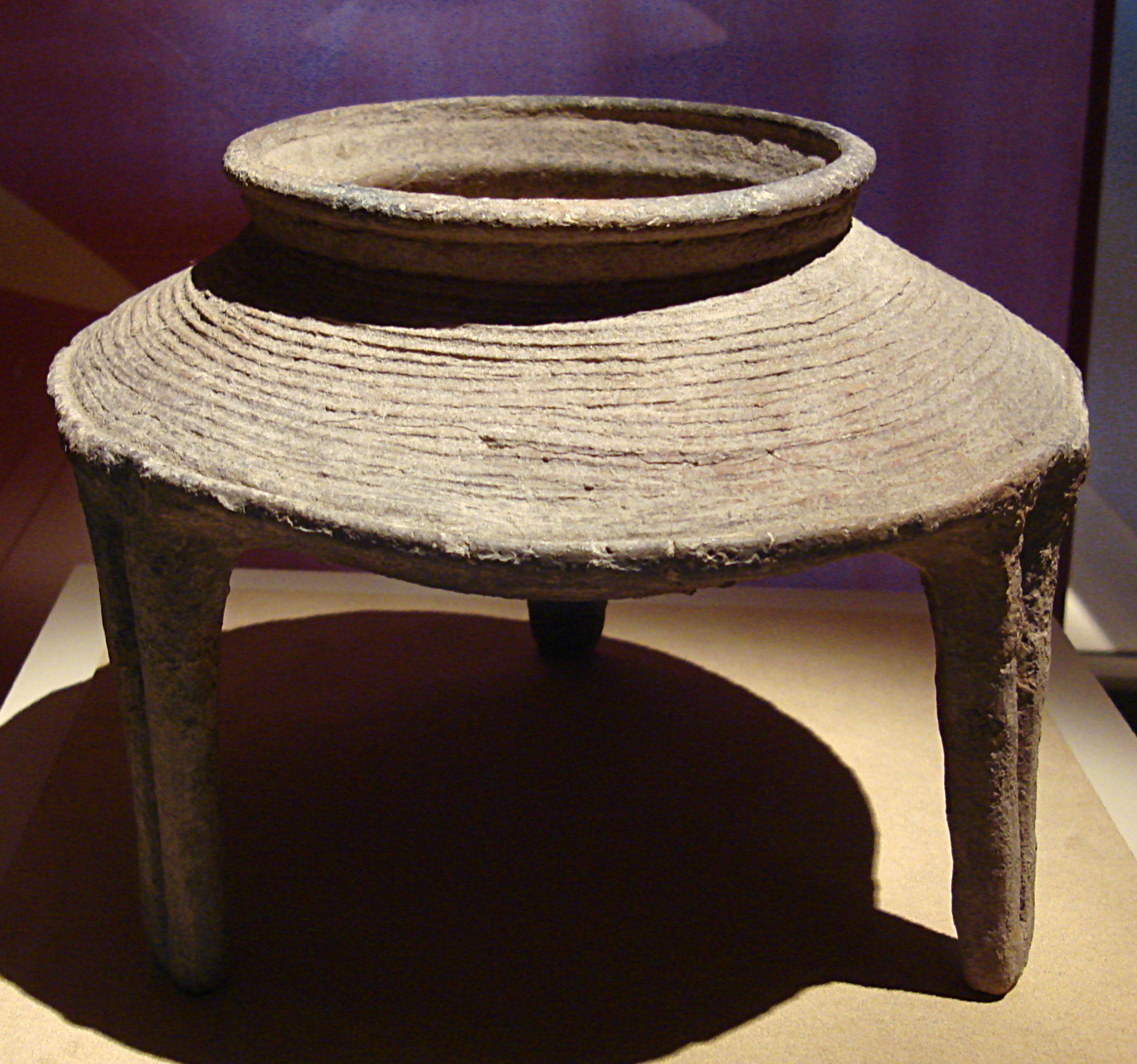
Ding, gedecoreerd met een touwpatroon.
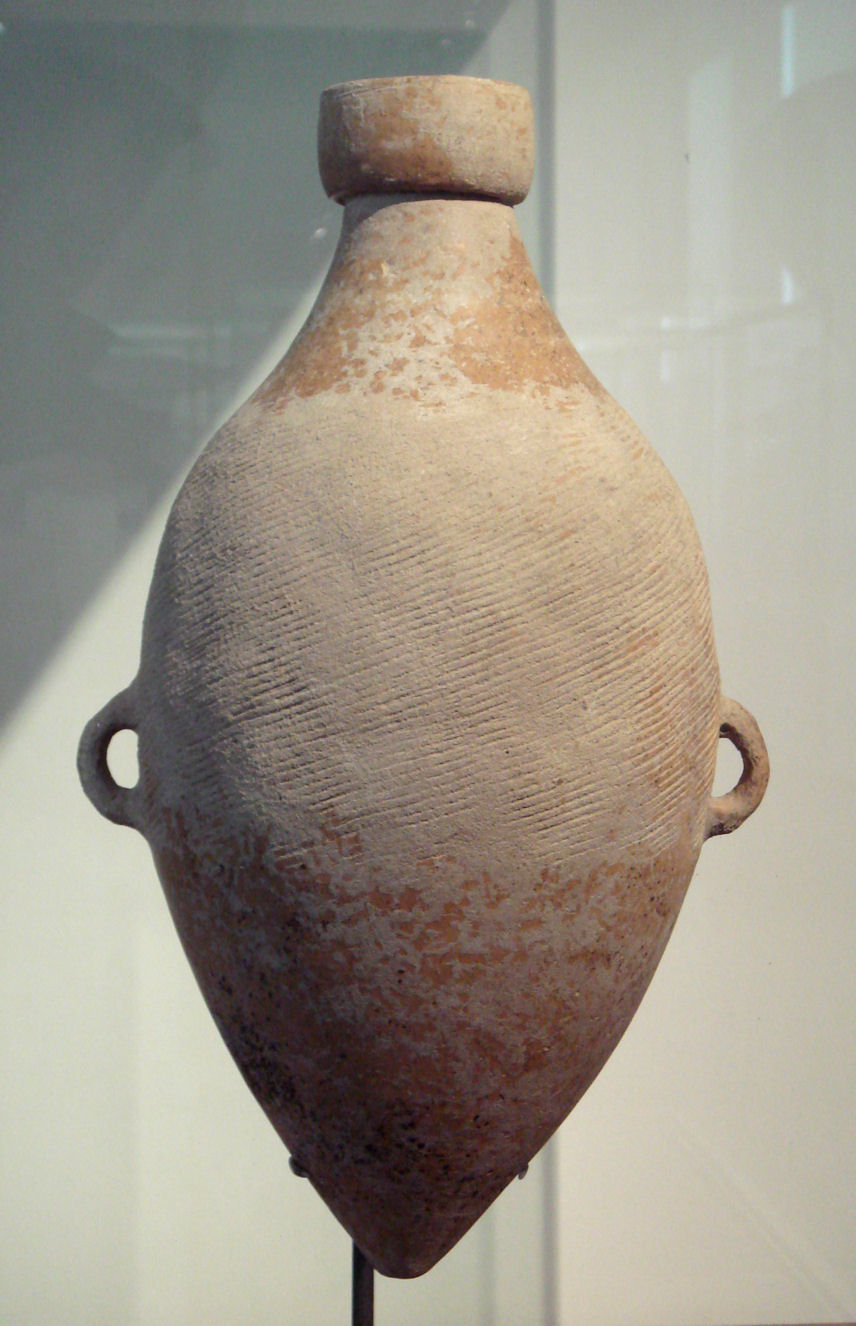
Koordgemarkeerde amfora (Banpofase, 4800 v.Chr.)